# Station New Hythe
New Hythe is een spoorwegstation van National Rail in New Hythe, Tonbridge and Malling in Engeland. Het station is eigendom van Network Rail en wordt beheerd door Southeastern. Het station is geopend in 1929.